# Thomas Acquier
Pas d'image ? Cliquez ici

a Compétitions nationales et continentales officielles uniquement.

Dernière mise à jour le 28 avril 2025.
Thomas Acquier, né le 21 novembre 1989 à Béziers, est un joueur français de rugby à XV évoluant au poste de talonneur.

## Carrière
Thomas Acquier est issu du centre de formation de l'AS Béziers Hérault avec qui il débute en Fédérale 1 à l'âge de 21 ans. Il participe à la remontée en Pro D2, en disputant certaines rencontres du trophée Jean-Prat mais pas la finale contre le CA Périgueux. La saison suivante en Pro D2, il a la confiance du staff et apparait sur 28 feuilles de matchs.
En mai 2012, il quitte son club formateur pour rejoindre l'US Carcassonne avec qui il s'engage pour deux saisons.
Il rejoint le CA Brive Corrèze au début de la saison 2014-2015 en tant que joker médical de François Da Ros mais il est conservé par le club corrézien après le retour de Da Ros,. En 2016, il prolonge son contrat avec Brive. 
En fin de contrat en juin 2022 avec Brive, il s'engage avec l'Aviron bayonnais en décembre 2021 pour la saison 2022-2023. Il quitte la Corrèze après huit saisons avec Brive et 148 matchs disputés et 12 essais inscrits. Il dispute son dernier match au stade Amédée-Domenech sous les couleurs brivistes en mai 2022 face au Stade toulousain (défaite 8 à 26).
Non conservé à Bayonne en juin 2024, il s'engage avec l'US Tyrosse en vue de la saison 2024-2025 de Fédérale 1,.

## Palmarès
- Vainqueur du Trophée Jean-Prat en 2011 avec l'AS Béziers.